# Lipotriches vicina
Lipotriches vicina là một loài Hymenoptera trong họ Halictidae. Loài này được Stadelmann mô tả khoa học năm 1897.